# An-Nahda (Hama)
An-Nahda (arab. النهضة) – wieś w Syrii, w muhafazie Hama. W 2004 roku liczyła 598 mieszkańców.